# DF-21
El misil Dong Feng 21 (en chino 东风导弹, literalmente viento del este), también denominado CSS-5, es un misil balístico chino de alcance medio, dos etapas y propulsado por combustible sólido desarrollado a principios de los años 1980. Fue probado por primera vez el 1 de mayo de 1985.

## Misil balístico antibuque
El Departamento de Estado de los EE. UU. informó que China estaba desarrollando una versión antibuque supersónica basada en tierra del DF-21, conocida como DF-21D (CSS-5 Mod-4), con un alcance superior a 1.400 km (900 millas). El propósito de esta versión sería el ataque a grandes buques militares, principalmente portaaviones.

### Impacto en la guerra naval

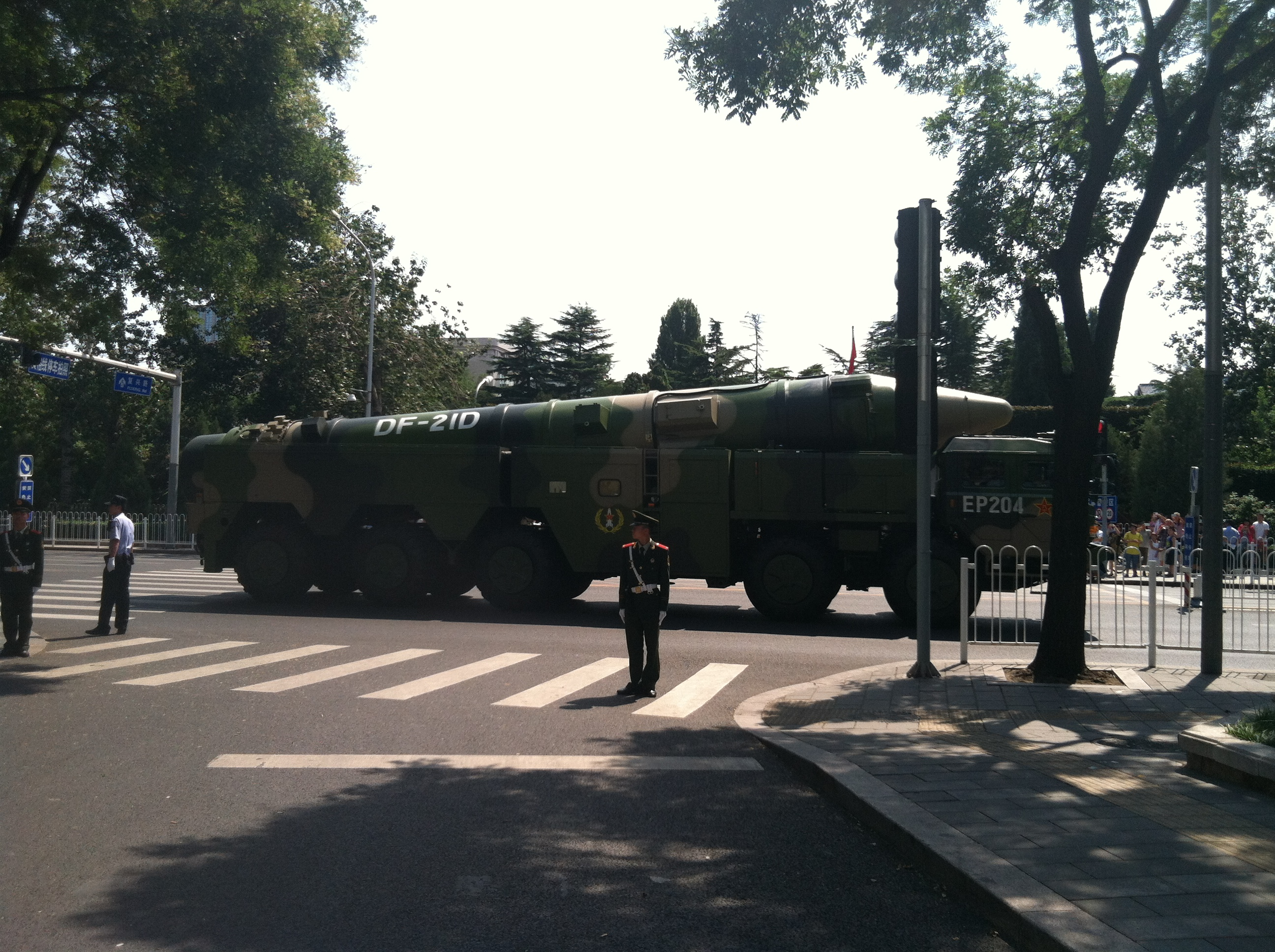
DF-21D

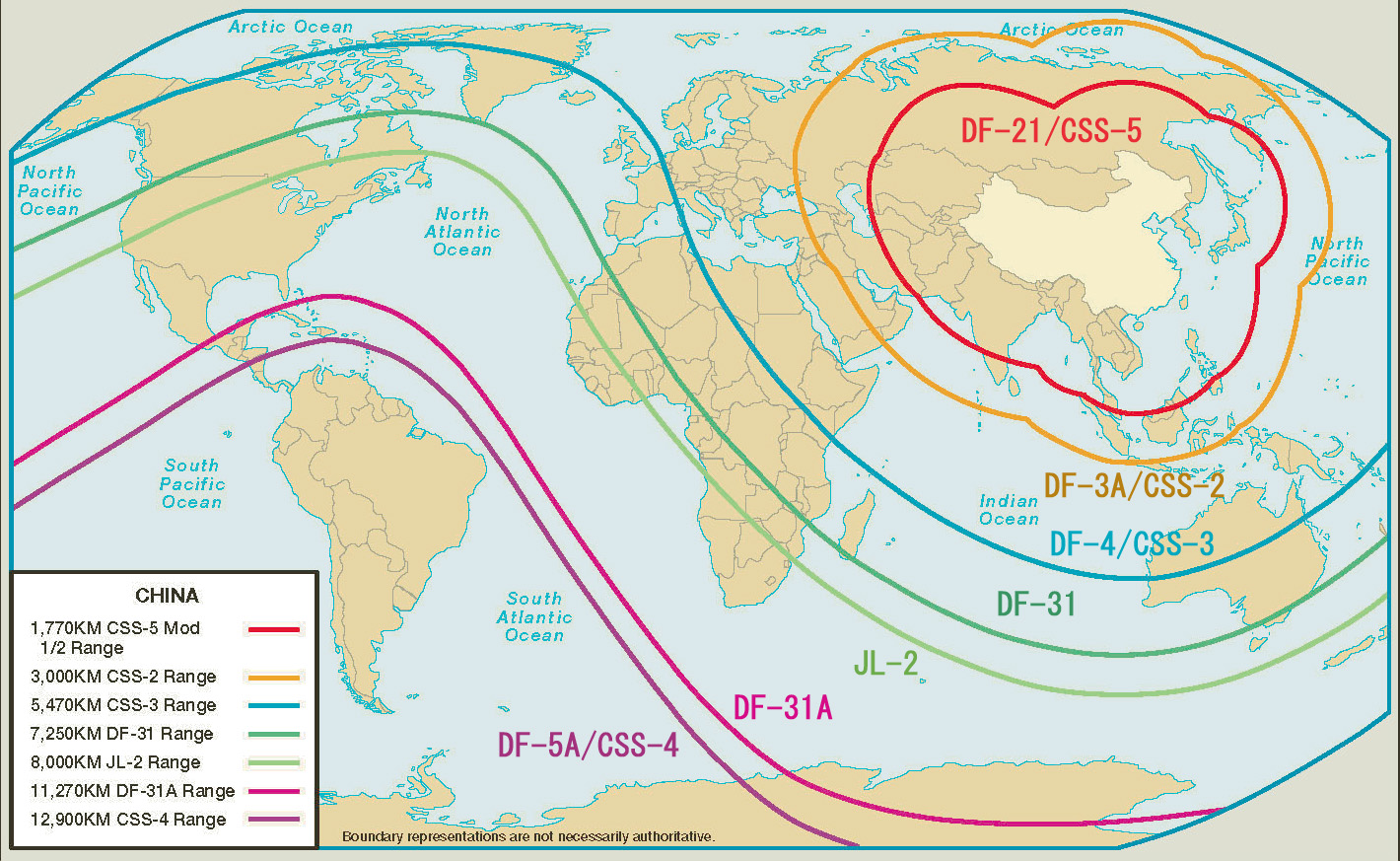
Rango de alcance de los misiles.

En 2009, el Instituto Naval de los Estados Unidos declaró que dicha ojiva sería lo suficientemente potente como para destruir un portaaviones de un solo impacto y que "actualmente ... no había defensa contra ella" si funciona como en la teoría. La Armada de los Estados Unidos ha respondido cambiando su enfoque de una fuerza de cobertura cercana de embarcaciones de aguas poco profundas para volver a construir destructores de defensa de misiles balísticos de aguas profundas.
Estados Unidos también ha asignado la mayoría de sus barcos con capacidad de defensa antimisiles balísticos al Pacífico, extendió el programa BMD a todos los destructores Aegis y aumentó la adquisición de misiles SM-3 BMD. Estados Unidos también dispone de una gran red optimizada para rastrear lanzamientos de misiles balísticos que pueden dar a los grupos de portaaviones una advertencia suficiente para alejarse del área objetivo mientras el misil está en vuelo.
Una defensa cinética contra el DF-21D sería difícil. El interceptor de misiles balísticos principal de la Armada, el SM-3, no sería efectivo ya que está diseñado para interceptar misiles en la fase de medio curso en el espacio, por lo que tendría que ser lanzado casi inmediatamente para impactar antes de la reentrada o desde una nave Aegis situado debajo de su trayectoria de vuelo. El SM-2 Block 4 puede interceptar misiles que vuelven a entrar en la atmósfera, pero la ojiva realizará maniobras de alta G que pueden complicar la interceptación. La Marina de los EE. UU. también ha comenzado a desplegar el SM-6 de mayor capacidad combativa. El SM-6 está diseñado para interceptar misiles balísticos en la fase final.
A finales de 2013, un informe de análisis militar ruso del DF-21D concluyó que la única forma de contrarrestarlo con éxito sería mediante contramedidas electrónicas . Las intercepciones convencionales de objetivos de alta velocidad han funcionado en el pasado, y el informe ruso cita la interceptación en 2008 de un satélite averiado por un crucero estadounidense, pero en esa situación el buque de guerra tenía un amplio conocimiento de su ubicación y trayectoria. Contra un ataque del DF-21D a Mach 10 sin conocer el punto de lanzamiento del misil, la única forma de la Armada de los EE. UU. para evadirlo sería a través de contramedidas electrónicas.
Algunos expertos han advertido que el uso de tales misiles podría conducir a un enfrentamiento nuclear, carreras regionales de armamentos con India y Japón, y revocar el Tratado sobre Fuerzas Nucleares de Rango Intermedio entre los Estados Unidos y la Unión Soviética, al que la República Popular China no está adherida.
El misil se mostró al público durante el desfile en Beijing que celebra los 70 años desde el final de la Segunda Guerra Mundial el 3 de septiembre de 2015. Un video del desfile muestra misiles marcados como DF-21D.
El 26 de agosto de 2020, junto con un DF-26B, se lanzó un DF-21D hacia una zona del Mar de China Meridional entre Hainan y las Islas Paracelso, un día después de que China dijera que un avión espía estadounidense U-2 entró en una zona de vuelo sin su permiso durante un ejercicio naval chino con fuego real en el Mar de Bohai frente a su costa norte y se produjo cuando Washington incluyó en la lista negra a 24 empresas chinas y apuntó a personas que, según dijo, formaban parte de actividades militares y de construcción en el Mar de China Meridional. Los funcionarios estadounidenses evaluaron posteriormente que la Fuerza de Cohetes del Ejército Popular de Liberación (PLARF) había disparado cuatro misiles balísticos de mediano alcance en total. Las pruebas de misiles generaron críticas de Japón, EE. UU. y Taiwán.

## Especificaciones
- Apogeo: 500 km
- Masa total: 14.664 kg
- Diámetro: 1,4 m
- Longitud total: 10,43 m
- Envergadura: 1,4 m
- Ojiva: 600 kg
- Alcance máximo: 1810 km
- Guía: inercial